# Dio-et-Valquières
Dio-et-Valquières korábbi község Franciaországban, Hérault megyében. Lakosainak száma 150 fő (2022. január 1.). Dio-et-Valquières Brenas, Carlencas-et-Levas, Lunas, Octon és La Tour-sur-Orb községekkel határos.
2025. január 1-jén Lunas korábbi községgel egyesült és az így létrejött Lunas-les-Châteaux új község része lett..

## Népesség
A település népességének változása:
| Lakosok száma | 70   | 98   | 134  | 156  | 148  | 149  | 149  | 146  | 147  | 150  |
|               | 1968 | 1982 | 1990 | 2006 | 2013 | 2015 | 2017 | 2019 | 2020 | 2022 |